# غروتيريا
غروتيريا هي مدينة تقع في مقاطعة ريدجو كالابريا في إيطاليا .

## السكان
في سنة 1861 بلغ عدد السكان 4٬987 نسمة، وتطور العدد ليصل في سنة 2011 لـ 3٬274 نسمة.
يظهر هذا المخطط البياني تطور النمو السكاني لـ غروتيريا